# Phyllodesma tremulifolium
Phyllodesma tremulifolium là một loài bướm đêm thuộc họ Lasiocampidae. Nó được tìm thấy ở châu Âu.
Chiều dài cánh trước là 15–18 mm đối với con đực và 18–20 mm đối với con cái. Con trưởng thành bay từ tháng 4 đến tháng 7 tùy theo địa điểm.
Ấu trùng ăn nhiều loài cây rụng lá, such as sồi, dương và bạch dương.

## Hình ảnh

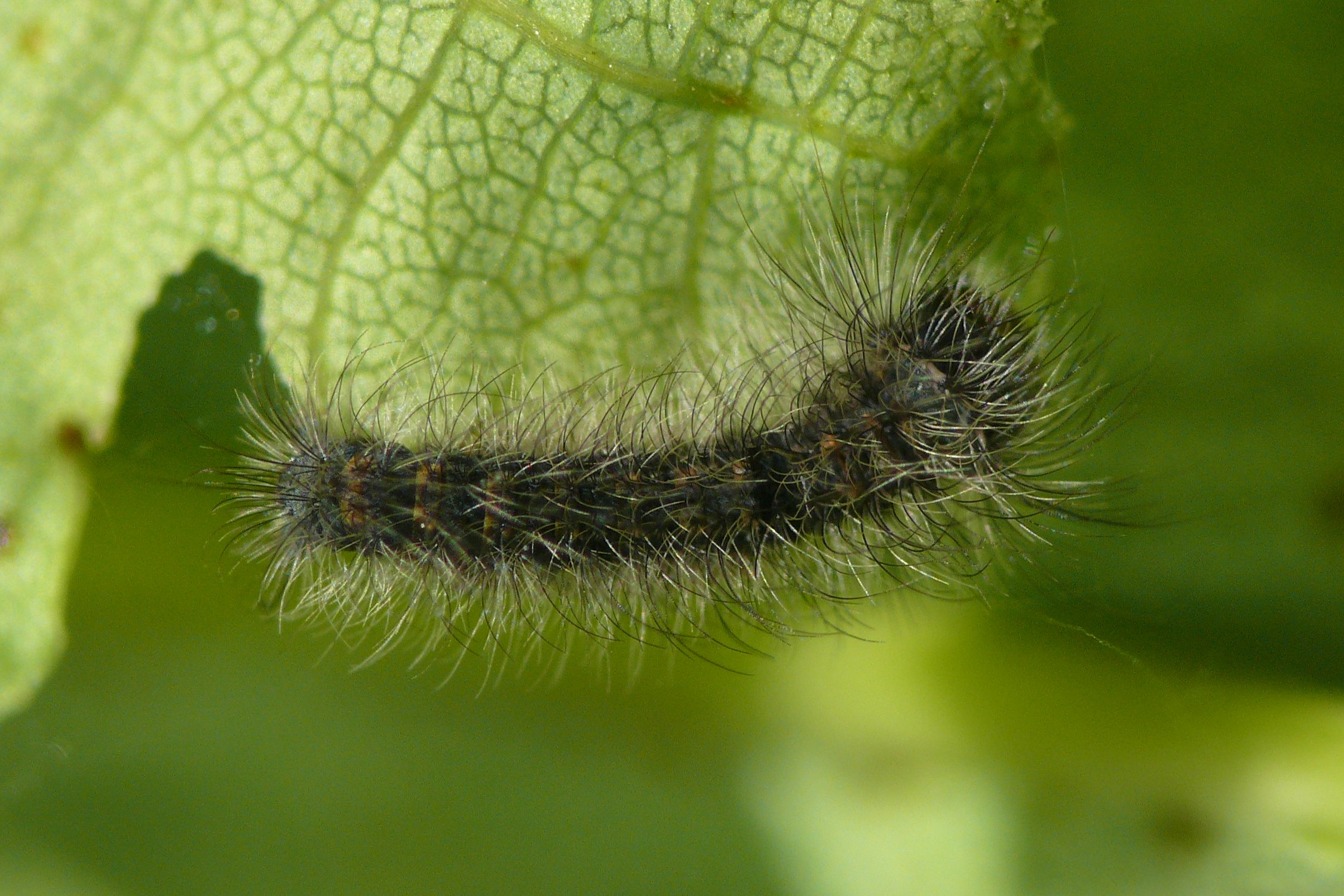
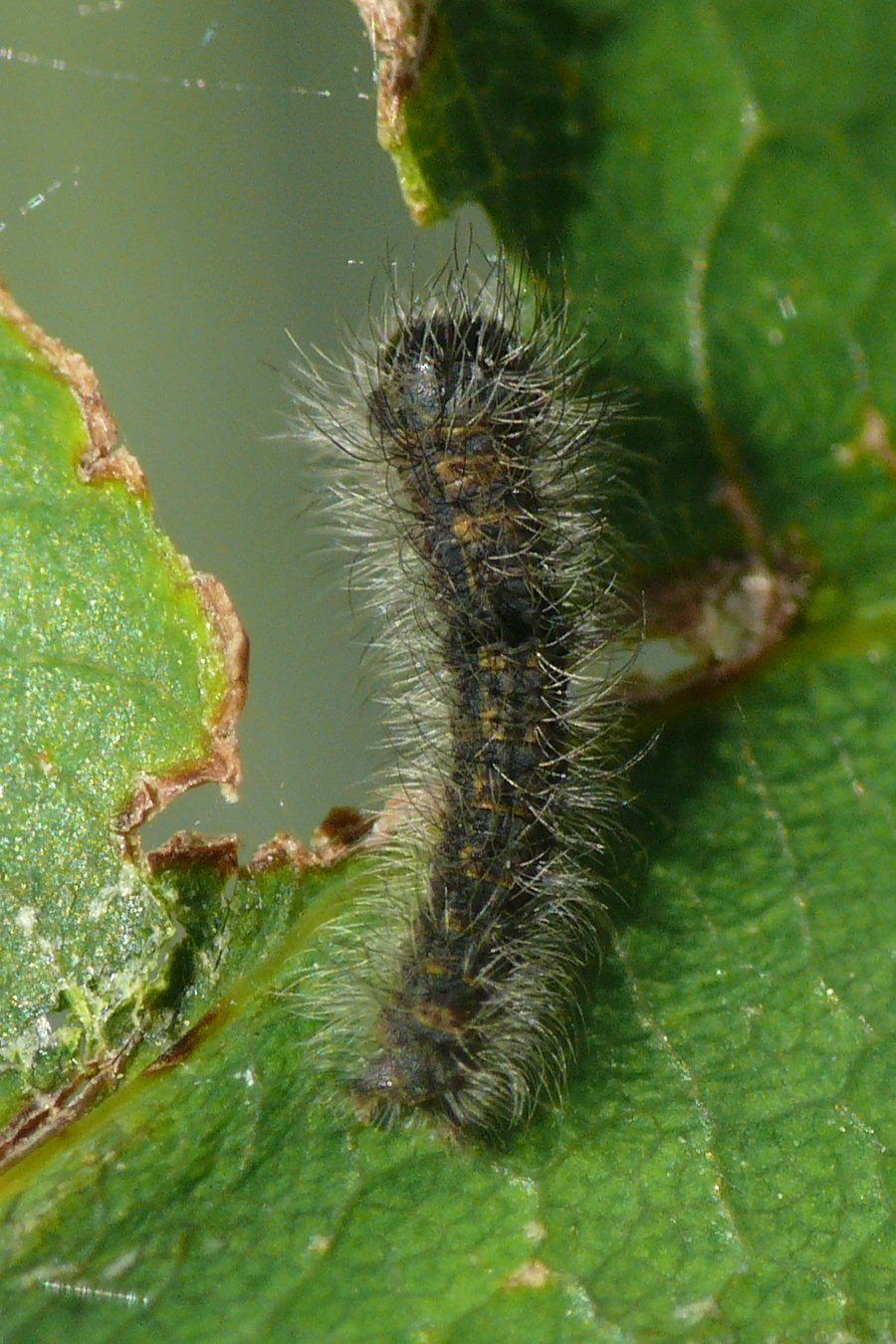
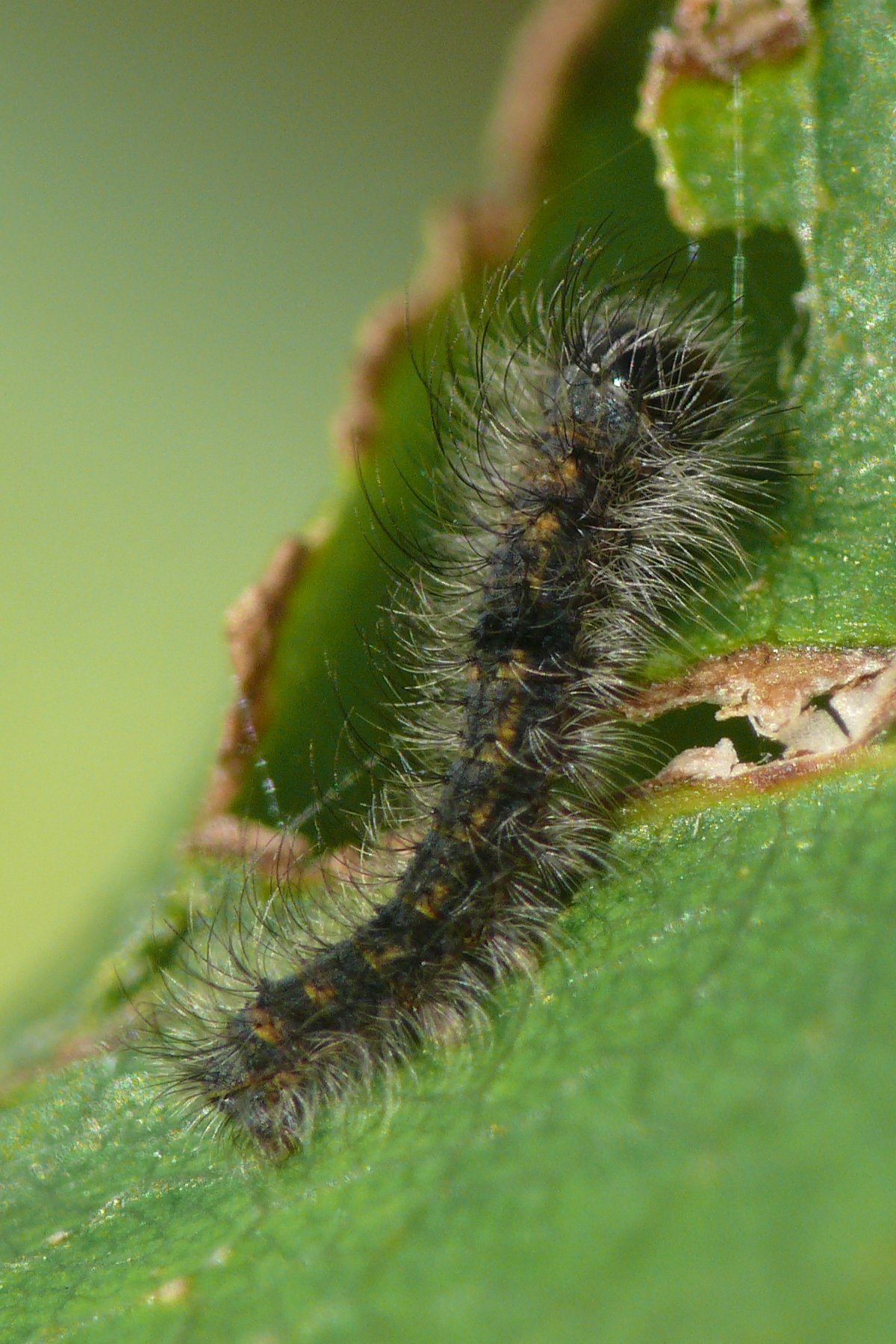
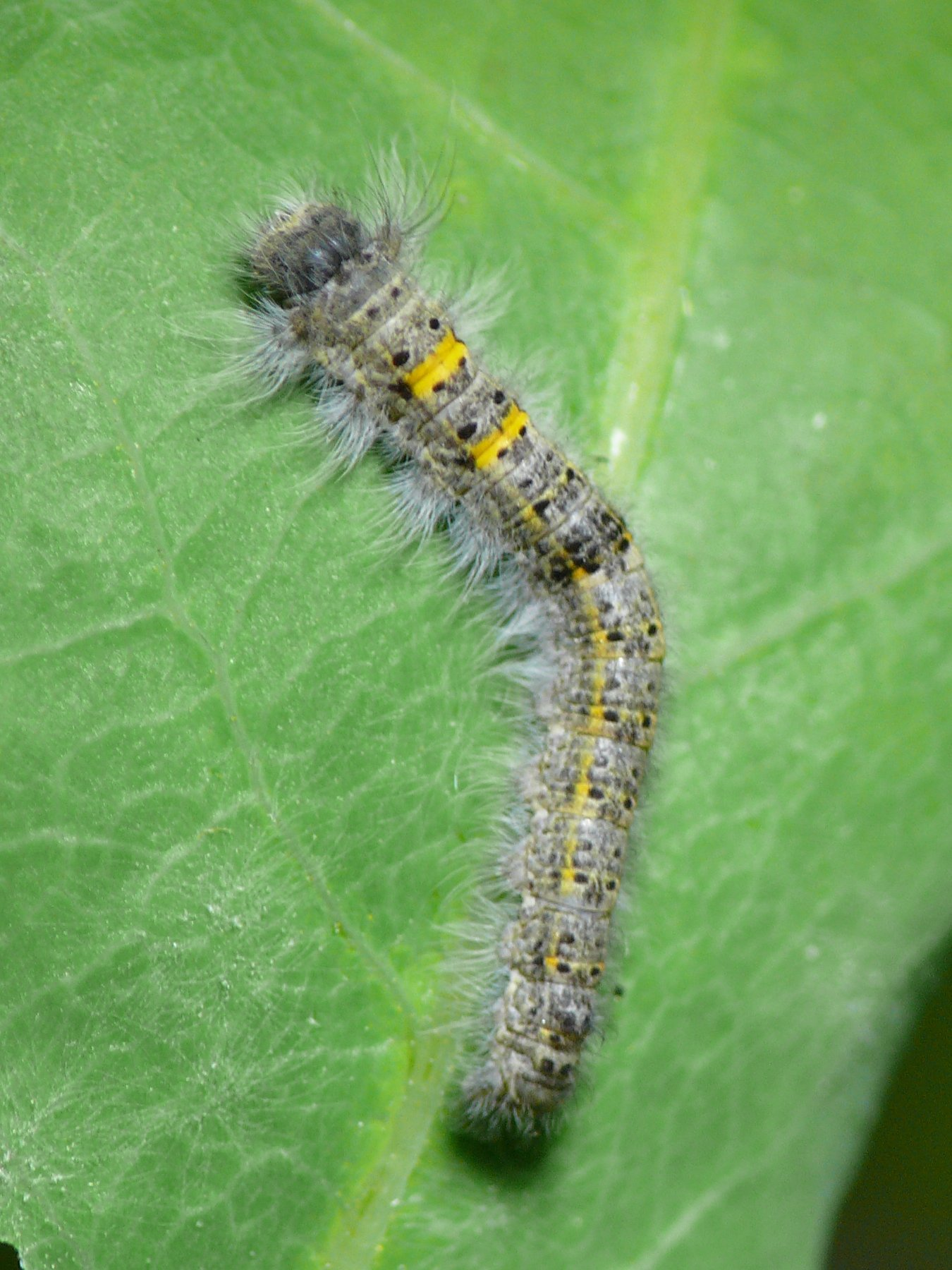